# Ammophilomima areekuli
Ammophilomima areekuli är en tvåvingeart som beskrevs av Martin 1974. Ammophilomima areekuli ingår i släktet Ammophilomima och familjen rovflugor.
Artens utbredningsområde är Thailand. Inga underarter finns listade i Catalogue of Life.